# Мовчан, Елена Дмитриевна
Елена Дмитриевна Мовчан (род. 17 августа 1976 года в Николаеве) — украинская спортсменка, которая специализируется в прыжках на батуте, заслуженный мастер спорта Украины.

## Биография
В 1995 году Мовчан окончила Высшее училище физической культуры, затем Николаевский национальный университет.
Спортом начала заниматься с семи лет в спорткомплексе «Заря» у тренера Г. И. Луговенко. Вскоре стала тренироваться под руководством заслуженных тренеров Украины Владимира Максимовича и Людмилы Михайловны Горжиев.
Удостоена звания «Горожанин года (Николаев)» в 2002 году в номинации «Физкультура и спорт».
Хобби — историческая литература и собаковедение.

### Спортивная карьера
В 1992 году выиграла первенство Европы среди юниоров.
Наибольших успехов Елена Мовчан добилась в синхронных прыжках. В этой дисциплине она четырёхкратная чемпионка мира, обладательница кубка мира, двукратная победительница Всемирных игр (1997, 2001) и четырёхкратная — чемпионатов Европы.
Вместе с Оксаной Цигулёвой принимала участие в показательных выступлениях на гала-концерте на Олимпийских играх 2000.
В индивидуальных соревнованиях стала второй на чемпионате Европы 2002 года, серебряный призёр чемпионата мира 2003 года, бронзовая медалистка на чемпионате мира 2007 года в Квебеке, многоразовый призёр кубков мира. На летних Олимпийских играх 2004 года в Афинах Елена Мовчан была пятой, а на Олимпиаде 2008 года в Пекине — четвёртой, до бронзовой медали не хватило трёх десятых балла.
Завершила выступления после чемпионата Украины по прыжкам на батуте в феврале 2011 года.

## Награды
- Кавалер ордена «За мужество» III степени (2009)[7].